# Hohe Fürleg
Hohe Fürleg är en bergstopp i Österrike. Den ligger i distriktet Zell am See och förbundslandet Salzburg, i den centrala delen av landet. Toppen på Hohe Fürleg är 3 243 meter över havet, eller 407 meter över den omgivande terrängen.
Den högsta punkten i närheten är Großvenediger, 3 662 meter över havet, 3,8 km söder om Hohe Fürleg.
Trakten runt Hohe Fürleg består i huvudsak av kala bergstoppar och isformationer.